# Den Serbiske Dansker
Den Serbiske Dansker (en danès El danès serbi, estrenada a Suècia com Den Lejde Mördaren) és una minisèrie de televisió danesa/sueca de tres episodis basada en la novel·la homònima de Leif Davidsen del 1996.
La sèrie de televisió va ser dirigida per Jacob Grønlykke basat en un guió de Thomas Borgström. Els tres episodis duren 150 minuts conjuntament i es va mostrar per primera vegada entre setembre i octubre de 2001 a DR1. L'emissió del segon episodi es va retardar una setmana quan els Estats Units van llançar atacs contra objectius a l'Afganistan el diumenge 7 d'octubre de 2001. Això també va provocar que la sèrie també s'emetés els següents tres dijous al mateix canal. L'octubre de 2002, la sèrie es va mostrar per primera vegada a la televisió sueca amb el títol Den Lejde Mördaren.
Els papers centrals són interpretats per Dejan Cukic (Vuk), Lotte Andersen (organitzador), Philip Zandén (psicòleg), Troels Lyby (manager intermedi PET). El tema principal "Song To The Siren" és de la banda This Mortal Coil. Les parts principals de la banda sonora de la sèrie són clips de so de les versions musicals de Tool i Cocteau Twins. El músic de rock Steen Birger Jørgensen, conegut de la banda de punk Sort Sol, interpreta el paper secundari de Michael, l'amic d'infància de Vuk.
El setembre de 2001, abans que es mostrés públicament la sèrie a televisió Den Serbiske Dansker va guanyar el premi Prix Italia com a "millor sèrie dramàtica".